# 豚尾獼猴
豚尾獼猴（學名：Macaca nemestrina）又稱豬尾獼猴、豬尾猴或椰子猴，屬於中等體型的舊世界猴。

## 分布

### 棲地
印度東部、孟加拉、緬甸、泰國、蘇門達臘、馬來半島、婆羅洲一帶的熱帶雨林區。

### 環境
內地密林，海拔2400公尺以下的地面或樹枝上，均可見其蹤跡。

## 外觀

### 體型
頭臀長：雄性為49.5~56.4公分，雌性為47~58.4公分；
尾長：8~23公分

### 體重
3.5~14公斤(雄性約8.3公斤，雌性約4.8公斤)，一般而言，雌性體重較雄性少了65％。

### 特徵
體型矮胖，毛色雖多樣化，仍有兩種主要色系：灰褐色(較普遍)及紅褐色。頭、背部與尾巴背側顏色較其他部位深。尾長為頭身長的35~40％，尾端較細，在背上做弓形彎曲。頭頂上黑色或深褐色的毛像一頂帽子，臉頰兩側淺褐色的毛形成一圈繞著頭，此即為美麗醒目的遂毛，大致而言，雌性的遂毛較不顯著。

## 生活習性

### 食性
雜食性，包括果實、種子、穀類、植物、昆蟲、蛋及小型動物。

### 感知
日行動物，嗅覺味覺都很靈敏，尤以嗅覺為佳。但主要是用視覺互相溝通，觸覺其次而聽覺輔助。

### 與人類的互動
因為牠們的動作較細心也較有耐心，比較不匆匆忙忙，常被用來訓練摘椰子，也有植物學家用牠們蒐集樹上的植物樣本。人們通常都只訓練雌性及幼年獼猴，因為成年雄性獼猴具攻擊性且難駕馭。

## 衍生後代

### 繁殖週期
發情期：21~42天
孕期：162~186天；每胎相隔兩年。
性成熟：雄性48~96個月，雌性36~60個月。
斷奶期：365天
壽命：25年

### 出生幼獸
窩仔數約1~2仔（通常為一仔），380~560公克（雄性490公克，雌性450公克），有稀疏的毛。一出生眼睛即能睜開並抓住母親的腹部，通常此時就能支撐自己的重量，但剛開始的幾個小時母猴活動時，常會用手拖著寶寶。

## 參看
- ㄅㄆㄇ猴園之兒童版
- ㄅㄆㄇ猴園之專業版
- THE HUMAN SOCIETY OF THE UNITED STATES.
- ARKIVE
- BBC
- Comparative Mammalian Brain Collections（页面存档备份，存于）
- ThinkQuest

附註：於入口網站輸入pig-tailed macaque即可有許多相關資訊！